# Natives (Éditions)
Natives (также: Natives Éditions или Natives Communications) — французское издательство и лейбл звукозаписи. Создано в 1996 году. Специализируется в издании художественных альбомов (современная фотография, живопись) и компакт-дисков; осуществляет научные публикации (искусствоведение).
С момента своего возникновения Natives поддерживает талантливых артистов разных стран — представителей пластических искусств и музыкантов — в их творческих проектах. Natives сопровождает их по всему миру: из Парижа — в Нью-Йорк, из России — в Гонконг, из Египта — в Ботсвану, — и ведёт их от концерта до записи диска, от вернисажа и выставки — до создания художественного альбома.

## Главные артисты
- Asca S.R. Aull Архивная копия от 29 ноября 2014 на Wayback Machine
- Michel Chapuis
- Pierre Espagne[1]
- Philippe Foulon[2]
- Guy de Malherbe
- Marina Tchebourkina
- Xavier Zimbardo